# Gradište (isla)
Gradište (en macedonio: Градиште) es una isla en el lago Tikveš. Se encuentra en la parte norte del lago, al oeste del pueblo de Resava y alberga un yacimiento arqueológico de gran importancia para la historia antigua de la región de Tikveš. Actualmente, el sitio está declarado patrimonio cultural de Macedonia del Norte.

## Geografía
Gradište se creó tras el relleno del lago Tikveš, en 1968, seguida por la isla de Brushani en otra parte del lago cerca del pueblo del mismo nombre. El clima de la isla es templado y se encuentra a una altitud de unos 240 metros. La distancia mínima de la isla a la costa (hacia el este) es de 120 metros. La isla tiene una forma cuadrada irregular, con una anchura de entre 140 y 160 metros y una superficie de 2.3 hectáreas, mientras que su altitud máxima suele rondar los 20-30 metros, dependiendo del nivel del agua del lago Tikveš.
El punto más alto de la isla alcanza los 286 metros y se encuentra en la parte central. La longitud total de la costa es de unos 550 metros. La isla de Gradishte está cubierta de una densa vegetación, mayoritariamente de tallo bajo y leñosa, con diversas especies de aves, reptiles y otros animales.